# ديرالمظيم (أسلم)

تعديل مصدري - تعديل

ديرالمظيم هي إحدى قرى عزلة أسلم الشام بمديرية أسلم التابعة لمحافظة حجة، بلغ تعداد سكانها 124 نسمة حسب تعداد اليمن لعام 2004.